# 白河雪菜
白河 雪菜（しらかわ ゆきな、1988年2月3日 - ）は、競技麻雀の元プロ雀士。東京都出身。血液型B型。元日本プロ麻雀連盟所属（退会時の段位は二段）。豊島岡女子学園高等学校卒業。早稲田大学法学部中退。

## プロフィール
- 小学校の頃から麻雀を始め、高校卒業後、歌舞伎町の雀荘に通い詰めたのを機に日本プロ麻雀連盟26期生となる[2]。
- 2008年夕刊フジ杯準優勝、麻雀六大学リーグ最高得点賞など、これまで多くの麻雀大会で賞を受賞。
- 趣味:料理・読書。
- 兄が1人いる[2]。
- 2015年3月に日本プロ麻雀連盟を退会[3]。
- 2019年に4月に結婚を発表[4]。しかし、2021年2月7日に離婚を発表[5]
- 2022年、バンド「三十六計逃げるに如かず（略称逃げしか）」を結成。ベースを担当。

## 出演

### テレビ
- カード学園（2009年8月7日 - 2009年10月30日、TBSテレビ）- レギュラー出演。
- パチテレ!チャンネルガイド（2016年7月 - 、パチンコ★パチスロTV!） - レギュラー出演　※ネット配信のみ
- BOAT RACE TIME (2015年7月 - 、日本レジャーチャンネル）-金曜キャスター

### ウェブテレビ
- 天龍が如く（2018年4月、Youtube・マルホン工業チャンネル） - MC
- アベマde週末ボートレース（2020年1月17日 ‐ 2020年5月、AbemaTV）金曜日の先生として不定期レギュラー
- 男女7人波物語 ―恋愛も、競走だー（2020年3月8日、AbemaTV）[6]

### 舞台
- たいこ茶屋殺人事件２０１３夏（脚本・演出：塩崎智晴／潤色：仁瀬由深／原案協力：鎌田裕子／音楽監督：野島健太郎）
- 居酒屋「夢の郷」殺人事件　　（脚本・演出：塩崎智晴／潤色：仁瀬由深／原案協力：鎌田裕子／音楽監督：野島健太郎）

## 書籍

### DVD
- 元早大生マージャンアイドル ふわふわゆきな 白河雪菜（2010年4月25日、GRASSOC）